# プリキュア映画主題歌コレクション
『プリキュア映画主題歌コレクション』（プリキュアえいがしゅだいかコレクション）は、「プリキュアシリーズ」の映画10作目『映画 プリキュアオールスターズDX3 未来にとどけ! 世界をつなぐ☆虹色の花』公開を記念して企画した初の映画主題歌ベスト・アルバム。過去9作の主題歌を集めた2枚組ベスト盤。2011年2月16日にマーベラスエンターテイメントから発売された。
初回限定封入特典：ジャケットサイズステッカー

## 収録内容

### Disc1
1. DANZEN! ふたりはプリキュア （ver.MaxHeart） [3:44]
作詞：青木久美子、作曲：小杉保夫、編曲：佐藤直紀、歌：五條真由美
東映系アニメ映画『映画 ふたりはプリキュア Max Heart』『映画 ふたりはプリキュア Max Heart 2 雪空のともだち』オープニングテーマ
2. 希望の涙〜Tears for tomorrow〜 [5:51]
作詞：六ツ見純代、作曲：浅田直、編曲：加藤みちあき、歌：五條真由美、コーラス：河井英里
東映系アニメ映画『映画 ふたりはプリキュア Max Heart』挿入歌
3. 心のチカラ [5:22]
作詞：前田たかひろ、作曲・編曲：h-wonder、歌：工藤静香
東映系アニメ映画『映画 ふたりはプリキュア Max Heart』エンディングテーマ
4. Crystal [4:11]
作詞：大森祥子、作曲：nishi-ken、編曲：樫原伸彦、歌：五條真由美
東映系アニメ映画『映画 ふたりはプリキュア Max Heart 2 雪空のともだち』挿入歌
5. ギャグ100回分愛してください [3:50]
作詞・作曲：つんく、編曲：高橋諭一、歌：Berryz工房
東映系アニメ映画『映画 ふたりはプリキュア Max Heart 2 雪空のともだち』エンディングテーマ
6. まかせて★スプラッシュ☆スター★ [3:49]
作詞：青木久美子、作曲：小杉保夫、編曲：家原正樹、歌：うちやえゆか with Splash Stars
東映系アニメ映画『映画 ふたりはプリキュア Splash Star チクタク危機一髪!』オープニングテーマ
7. ガンバランスdeダンス 〜咲&舞version〜 [3:59]
作詞：青木久美子、作曲：小杉保夫、編曲：家原正樹、歌：日向咲（樹元オリエ）&美翔舞（榎本温子） with フラッピ&チョッピーズ
東映系アニメ映画『映画 ふたりはプリキュア Splash Star チクタク危機一髪!』エンディングテーマ
8. プリキュア5、スマイル go go! [3:56]
作詞：只野菜摘、作曲：岩切芳郎、編曲：家原正樹、歌：工藤真由、コーラス：ヤング・フレッシュ with mayumi&yuka
東映系アニメ映画『映画 Yes!プリキュア5 鏡の国のミラクル大冒険!』オープニングテーマ
9. ガンバランスdeダンス〜夢見る奇跡たち〜 [3:59]
作詞：青木久美子、作曲：小杉保夫、編曲：多田三洋、歌：宮本佳那子 with ぷりきゅあ5
東映系アニメ映画『映画 Yes!プリキュア5 鏡の国のミラクル大冒険!』エンディングテーマ
10. プリキュア5、フル・スロットルGo Go! [4:04]
作詞：只野菜摘、作曲：間瀬公司、編曲：家原正樹、歌：工藤真由 with ぷりきゅあ5
東映系アニメ映画『映画 Yes!プリキュア5GoGo! お菓子の国のハッピーバースディ♪』オープニングテーマ
11. Birthday Party [3:58]
作詞・作曲：高橋ジョージ 歌：三船美佳&THE TRA★BRYU with Renon
東映系アニメ映画『映画 Yes!プリキュア5GoGo! お菓子の国のハッピーバースディ♪』エンディングテーマ
12. DANZEN! まかせて☆フル・スロットルGOGO!! [1:34]
作曲：小杉保夫・間瀬公司、歌：五條真由美・うちやえゆか・工藤真由
東映系アニメ映画『ちょ〜短編 プリキュアオールスターズ GoGoドリームライブ』主題歌

### Disc2
1. キラキラkawaii! プリキュア大集合♪ [3:56]
作詞：青木久美子、作曲：小杉保夫、編曲：大石憲一郎、歌：五條真由美（Project.R）with キュア・デラックス（うちやえゆか、工藤真由、宮本佳那子、茂家瑞季、林桃子）
『映画 プリキュアオールスターズDX みんなともだちっ☆奇跡の全員大集合!』オープニングテーマ
2. プリキュア、奇跡デラックス [4:27]
作詞：只野菜摘、作曲：岩崎貴文、編曲：大石憲一郎、歌：工藤真由 with キュア・デラックス（五條真由美、うちやえゆか、宮本佳那子、茂家瑞季、林桃子）
『映画 プリキュアオールスターズDX みんなともだちっ☆奇跡の全員大集合!』エンディングテーマ
3. Let's!フレッシュプリキュア! 〜Hybrid ver.〜 for the Movie [3:43]
作詞：六ツ見純代、作曲：高取ヒデアキ、編曲：亀山耕一郎、村田昭、水谷広美 歌：茂家瑞季 with キュアフレッシュ!
『映画 フレッシュプリキュア! おもちゃの国は秘密がいっぱい!?』オープニングテーマ
4. H@ppy Together!!! for the Movie [4:01]
作詞：六ツ見純代 作曲：marhy 編曲：村田昭、marhy、水谷広美 歌：林桃子 with キュアフレッシュ!
『映画 フレッシュプリキュア! おもちゃの国は秘密がいっぱい!?』エンディングテーマ
5. キラキラkawaii! プリキュア大集合♪〜キボウの光〜 [3:46]
作詞：青木久美子、作曲：小杉保夫、編曲：大石憲一郎、歌：池田彩、コーラス：ヤング・フレッシュ
『映画 プリキュアオールスターズDX2 希望の光☆レインボージュエルを守れ!』オープニングテーマ
6. 17 jewels 〜プリキュアメドレー2010〜 [5:11]
メドレー編曲：大石憲一郎、歌：池田彩＆工藤真由、コーラス：ヤング・フレッシュ
『映画 プリキュアオールスターズDX2 希望の光☆レインボージュエルを守れ!』エンディングテーマ
7. Alright! ハートキャッチプリキュア! for the Movie [3:46]
作詞：六ツ見純代、作曲：高取ヒデアキ、編曲：籠島裕昌、歌：池田彩 with ハートキャッチプリキュア
『映画 ハートキャッチプリキュア! 花の都でファッションショー…ですか!?』オープニングテーマ
8. Tomorrow Song〜あしたのうた〜 for the Movie [4:47]
作詞：六ツ見純代、作曲：高取ヒデアキ、編曲：籠島裕昌、歌：工藤真由 with ハートキャッチプリキュア
『映画 ハートキャッチプリキュア! 花の都でファッションショー…ですか!?』エンディングテーマ